# 박윤원
박윤원(朴允源, 1908년 남해 ~ 1994년 1월 24일)은 대한민국의 정치인이다.

## 이력
- 여수수산중학교를 졸업하였다.
- 도쿄 수산강습소를 졸업하였다.
- 만주 대동학원을 졸업하였다.
- 1948년 5월 10일 : 제헌 국회의원(경남 남해)
- 1949년 6월 20일경 국회 프락치 사건으로 체포되어 복역하다가, 한국 전쟁 때 출옥해 조선민주주의인민공화국으로 갔다.

## 역대 선거 결과
| 실시년도 | 선거   | 대수 | 직책     | 선거구      | 정당   | 득표수   | 득표율          | 순위 | 당락 | 비고 |
| -------- | ------ | ---- | -------- | ----------- | ------ | -------- | --------------- | ---- | ---- | ---- |
| 1948년   | 총선   | 1대  | 국회의원 | 경남 남해군 | 무소속 | 16,260표 | \| \| 36.76% \| | 1위  |      | 초선 |
|          | 36.76% |      |          |             |        |          |                 |      |      |      |

## 참고자료
- 《대한민국 의정총람》, 국회의원총람발간위원회, 1994년
- 박윤원 - 대한민국헌정회